# International Economic Association
Die International Economic Association (deutsch „Internationale volkswirtschaftliche Gesellschaft“) ist eine internationale Vereinigung von Wirtschaftswissenschaftlern mit Sitz in Barcelona.

## Hintergrund
Der Verband wurde 1950 von der UNESCO initiiert. Ziel der Organisation ist die Kontaktpflege und der Austausch zwischen Wirtschaftswissenschaftlern aus allen Teilen der Welt. Hierzu organisiert sie Wissenschaftskongresse, übergreifende Forschungsprogramme sowie Unterstützung zur Publikation von Fachbeiträgen zu aktuellen Themen.
Die Organisation wird von einem 15-köpfigen Exekutivkomitee geleitet, dass jeweils den Schwerpunkt der aktuellen Arbeit bestimmt. Zudem gibt es einen Rat, in dem die jeweiligen Mitgliedsorganisationen vertreten sind. Momentan existieren 60 Mitgliedsorganisationen, zu ihnen gehören u. a. die American Economic Association, der Verein für Socialpolitik, die Schweizerische Gesellschaft für Volkswirtschaft und Statistik sowie die Royal Economic Society. Zudem gibt es assoziierte Mitglieder wie bspw. die European Economic Association oder die International Association for Feminist Economics.

## Assemblies und Präsidenten
| Nr. | Jahr | Ort                   | Ort                 | Präsidenten | Präsidenten    | Präsidenten                                             |
| --- | ---- | --------------------- | ------------------- | ----------- | -------------- | ------------------------------------------------------- |
| 18. | 2017 | Santa Fe Mexiko-Stadt | Mexiko              | 24.         | 2017–2020      | Kaushik Basu Indien                                     |
| 17. | 2014 | Totes Meer            | Jordanien           | 23.         | 2014–2017      | Timothy Besley Vereinigtes Königreich                   |
| 16. | 2011 | Peking                | Volksrepublik China | 22.         | 2011–2014      | Joseph E. Stiglitz Vereinigte Staaten                   |
| 15. | 2008 | Istanbul              | Türkei              | 21.         | 2008–2011      | Masahiko Aoki Japan                                     |
| 14. | 2005 | Marrakesch            | Marokko             | 20.         | 2005–2008      | Guillermo Calvo Vereinigte Staaten                      |
| 13. | 2002 | Lissabon              | Portugal            | 19.         | 2002–2005      | János Kornai Ungarn                                     |
| 12. | 1999 | Buenos Aires          | Argentinien         | 18.         | 1999–2002      | Robert M. Solow Vereinigte Staaten                      |
| 11. | 1995 | Tunis                 | Tunesien            | 17.         | 1995–1999      | Jacques Drèze Belgien                                   |
| 10. | 1992 | Moskau                | Russland            | 16.         | 1992–1995      | Michael Peter Bruno Israel                              |
| 9.  | 1989 | Athen                 | Griechenland        | 15.         | 1989–1992      | Anthony B. Atkinson Vereinigtes Königreich              |
| 8.  | 1986 | Neu-Delhi             | Indien              | 14.         | 1986–1989      | Amartya Sen Indien                                      |
| 7.  | 1983 | Madrid                | Spanien             | 13.         | 1983–1986      | Kenneth Arrow Vereinigte Staaten                        |
| 6.  | 1980 | Mexiko-Stadt          | Mexiko              | 12.         | 1980–1983      | Victor L. Urquidi Mexiko                                |
| 5.  | 1977 | Tokio                 | Japan               | 11.         | 1977–1980      | Shigeto Tsuru Japan                                     |
| 4.  | 1974 | Budapest              | Ungarn              | 10.         | 1974–1977      | Edmond Malinvaud Frankreich                             |
|     |      |                       |                     | 9.          | 1971–1974      | Fritz Machlup Vereinigte Staaten                        |
| 3.  | 1968 | Montreal              | Kanada              | 8.          | 1968–1971      | Erik Lundberg Schweden                                  |
|     |      |                       |                     | 7.          | 1965–1968      | Paul A. Samuelson Vereinigte Staaten                    |
| 2.  | 1962 | Wien                  | Österreich          | 6.          | 1962–1965      | G. Ugo Papi Italien                                     |
|     |      |                       |                     | 5.          | 1959–1962      | Edward Austin G. Robinson Vereinigtes Königreich        |
| 1.  | 1956 | Rom                   | Italien             | 4.          | 1956–1959      | Erik Lindahl Schweden                                   |
|     |      |                       |                     | 3.          | 1953–1956      | Howard S. Ellis Vereinigte Staaten                      |
|     |      |                       |                     | 2.          | 1950–1953      | Gottfried Haberler Österreich & Vereinigte Staaten      |
| A.  | 1950 |                       |                     | 1.          | 1950 (interim) | Joseph Alois Schumpeter Österreich & Vereinigte Staaten |